# Mali Vrh (Šmartno ob Paki, Slovenija)
Mali Vrh je naselje u slovenskoj Općini Šmartnom ob Paki. Mali Vrh se nalazi u pokrajini Štajerskoj i statističkoj regiji Savinjskoj. 

## Stanovništvo
Prema popisu stanovništva iz 2002. godine naselje je imalo 360 stanovnika.